# ヴァイオリンソナタ第19番 (モーツァルト)
ヴァイオリンソナタ第19番 変ホ長調 K. 302 (293b)は、ヴォルフガング・アマデウス・モーツァルトが作曲したヴァイオリンソナタ。新モーツァルト全集では第12番とされる。

## 概要
6曲ある「パリ・ソナタ」の2番目にあたる作品で、1778年の2月頃にマンハイムで作曲された。
1番目のヴァイオリンソナタ第18番でひたすらに抒情的表現の美しさを追究したモーツァルトの関心は、2番目の第19番では全くの異色の対照的な世界に向けられ、ダイナミックで力強い表現が創造されている。

## 構成
2楽章の構成で、演奏時間は約11分。
- 第1楽章 アレグロ
変ホ長調、4分の3拍子、ソナタ形式。
飛び跳ねるような力強い分散和音もモティーフとなだらかな旋律線から生成された第1主題は、楽章全体で強い支配的役割を担っている。

- 第2楽章 ロンドー：アンダンテ・グラツィオーソ
変ホ長調、4分の2拍子、ロンド形式。
リート風の主要主題を軸にして組み立てられた楽章。ピアノには即興的なカデンツァが割り当てられている。